# Ann Forstén
Ann-Marie Alice Forstén, född 22 april 1939 i Helsingfors, död 28 mars 2002 i Helsingfors, Finland, var en finländsk paleontolog. Forstén var en ledande internationell expert på fossila hästar, framförallt forskade hon i hästdjurens evolution och systematik. I senare arbeten granskade Forstén också de finländska däggdjurens historia och hur djuren användes under förhistorisk tid.
Forstén disputerade på en avhandling om den utdöda eurasiska Hipparionhästen år 1968. Hon verkade vid Helsingfors universitets zoologiska museum och från och med 1990 fungerade hon som avdelningschef och professor vid Natuhistoriska centralmuseet.
År 1989 tilldelades Forstén Stora priset som utdelas av Oskar Öflunds stiftelse och som uppmärksammar förtjänta unga forskare.